# بشقاب پرنده

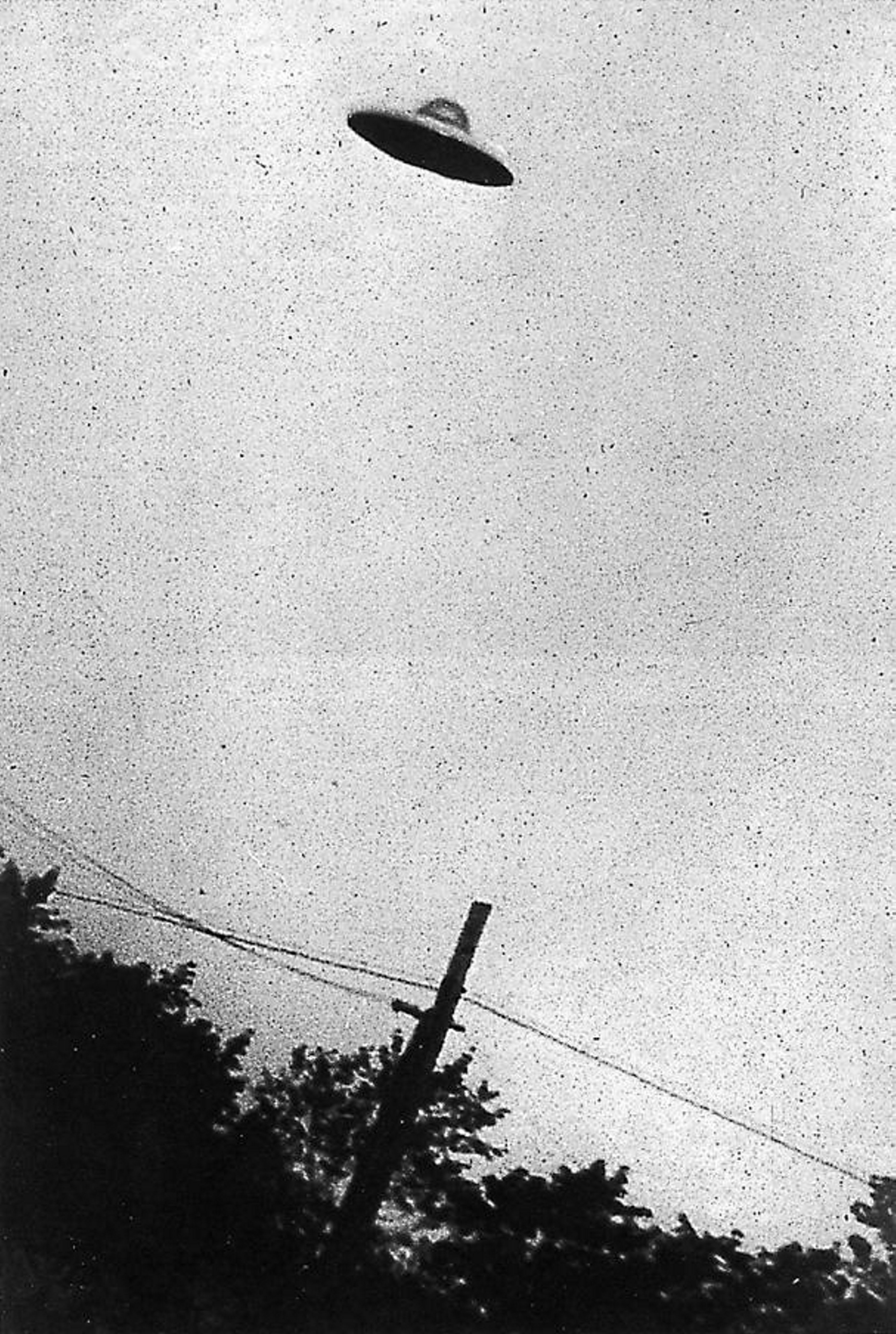
بشقاب پرندهٔ ادعایی که بر فراز پاسائیک، نیوجرسی در سال ۱۹۵۲ دیده شد

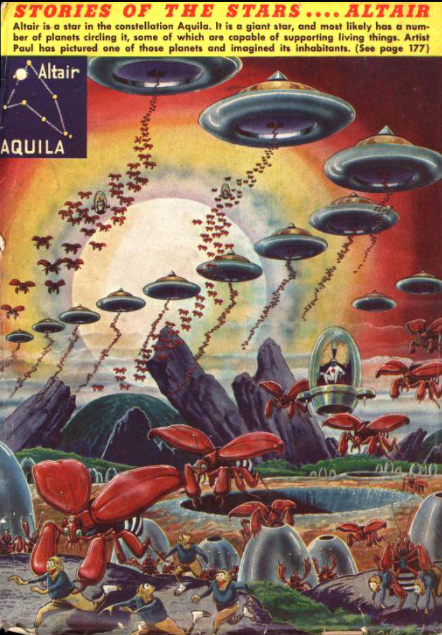
تقریباً یک سال پیش از موج رسانه‌ای در مورد بشقاب پرنده‌ها در سال ۱۹۴۷، مجلهٔ داستان‌های شگفت‌انگیز فضاپیماهای دیسکی‌شکل را به نمایش گذاشت.

بشقاب‌پرنده یا دیسک‌پرنده، یک اصطلاح برای توصیف هواگردی است که به شکل بشقاب یا دیسک باشد. در ایران گاهی از این اصطلاح به به جای شیء ناشناس پرنده (یوفو) برای اشاره به یک جسم پرندهٔ ناشناخته و غیرعادی استفاده می‌شود. این اصطلاح در سال ۱۹۴۷ برای توصیف اشیاء ناشناس پرنده ابداع شد اما از سال ۱۹۵۲ با اصطلاح مورد استفادهٔ نیروی هوایی ایالات متحده به‌عنوان شیء پرنده ناشناس (یا به اختصار، یوفو) جایگزین شد.
گزارش‌های اولیه از رویت بشقاب‌پرنده‌های با منشأ ناشناخته، معمولاً آن‌ها را نقره‌ای یا فلزی توصیف می‌کردند، همچنین گاهی گزارش می‌شد که این اشیا دارای چراغ‌های ناوبری هستند، توسط نوری درخشان احاطه شده‌اند، با سرعت بالا و به صورت تکی یا گروهی حرکت می‌کنند و قابلیت مانورپذیری بالایی دارند.

## تاریخچه
در حالی‌که حضور اشیاء پرندهٔ دیسکی‌شکل از قرون وسطی به‌طور پراکنده ذکر می‌شدند، نخستین استفادهٔ ثبت‌شده از عبارت «بشقاب‌پرنده» برای توصیف یک شیء پرنده ناشناس (احتمالاً شهاب‌سنگ) بود که در ۱۷ ژوئن ۱۹۳۰ در تگزاس و اوکلاهما سقوط کرد. برخی از کسانی که نور عجیب و غیرطبیعی آن را دیدند، آن را به‌عنوان یک دنباله‌دار بزرگ، یک بشقاب پرندهٔ شعله‌ور، یک درخشش قرمز بزرگ یا یک توپ آتشین توصیف کردند.
مشاهدهٔ جنجالی کنت آرنولد در ۲۴ ژوئن ۱۹۴۷ منجر به رایج شدن اصطلاح «بشقاب‌پرنده» توسط روزنامه‌های ایالات متحده شد. اگرچه آرنولد هرگز به‌طور خاص از واژه بشقاب‌پرنده استفاده نکرد، اما در آن زمان از او نقل قول شد که اشیائی که دیده بود، شبیه به یک بشقاب بوده‌اند.
مشاهدهٔ آرنولد با هزاران مورد مشابه در سراسر جهان ادامه یافت. چنین مشاهداتی، در آن زمان بسیار رایج بود و اصطلاح «بشقاب‌پرنده» در دهه ۱۹۶۰ مترادف یوفو بود. همچنین مشاهدهٔ اشیائی مشابه سیگار برگ یا شبیه به کشتی هوایی، به‌دنبال این مشاهدات، گزارش شدند.رویت اشیاء پرنده ناشناخته، مانند مشاهده‌ای گسترده در سال ۲۰۰۶ بر فراز فرودگاه شیکاگو-اوهار همچنان گزارش می‌شوند.
امروزه به‌نظر می‌رسد بسیاری از عکس‌های ادعایی بشقاب‌پرنده‌ها و یوفوها در دوران قبل، یک فریبکاری و ساختگی باشند. بشقاب‌پرنده در حال حاضر تا حد زیادی نمادی از دهه ۱۹۵۰ و به‌ویژه فیلم درجه ب در نظر گرفته می‌شود و موضوعی محبوب در داستان‌های علمی تخیلی و کمیک است.
فراتر از کاربرد رایج این عبارت، وسایل نقلیه پرنده بشقاب‌مانند نیز توسط انسان‌ها ساخته شده‌اند. اولین بشقاب‌پرندهٔ ساخته‌شده، دیسکوپتر نام داشت و توسط الکساندر ویگرز در سال ۱۹۴۴ به ثبت رسید. مدل‌های دیگری مانند ووت وی-۱۷۳، ووت ایکس‌اف۵یو، VZ-9 Avrocar و M200G Volantor نیز ساخته شده‌اند.

## بشقاب‌پرنده‌های ایالات متحده آمریکا
پس از اینکه یکی از مقامات اطلاعاتی سابق ایالات متحده آمریکا فاش کرد که دولت وسایل نقلیه «کاملاً یا تا حدی دست‌نخورده» از بیگانگان در اختیار دارد، از مقامات آمریکایی خواسته شد تا شواهد مربوط به یوفوها را افشا کنند.
براساس گزارش گاردین در تاریخ ۲۶ ژوئیه ۲۰۲۳، دیوید گروش، مقام سابق اطلاعاتی که در یک آژانس دفاعی ایالات متحده، رهبری پروژه تجزیه‌وتحلیل پدیده‌های غیرعادی غیرقابل‌توضیح (UAP) را برعهده داشته ادعا کرده که ایالات متحده چندین وسیله نقلیه که توسط عوامل غیرانسانی ساخته شده‌اند را در اختیار دارد. به گفته او اطلاعات مربوط به این وسایل نقلیه به‌طور غیرقانونی از کنگره ایالات متحده آمریکا پنهان شده و زمانی که او اطلاعات محرمانه مربوط به آن‌ها را با کنگره به اشتراک گذاشته با عمل تلافی‌جویانه مقامات دولتی مواجه شد و در ماه آوریل، پس از ۱۴ سال فعالیت در اطلاعات آمریکا، آن را ترک کرد. جاناتان گری، یکی از مقامات اطلاعاتی فعلی ایالات متحده آمریکا نیز وجود «اجسام عجیب و غریب» را تأیید کرد و گفت: «ما تنها نیستیم!»؛ دیوید گروش همچنین در جلسه یکی از کمیته‌های نظارتی مجلس نمایندگان آمریکا مدعی شد که دولت آمریکا بقایای یک «موجود بیولوژیکی غیرانسان» را که خلبان یک بشقاب‌پرنده بوده‌است، در اختیار دارد وی در ادامه صحبت‌های خود به نمایندگان کنگره آمریکا گفت: «وزارت دفاع تلاش می‌کند بقایای اشیای پرنده ناشناسی را که سقوط کرده‌اند، جمع‌آوری و آن‌ها را بازسازی کند.»، این اتفاق یکی از بزرگ‌ترین افشاگری‌های مقامات آمریکایی از کشف بشقاب پرنده آدم فضایی‌ها تا الان بوده‌است.

## رؤیت‌ها

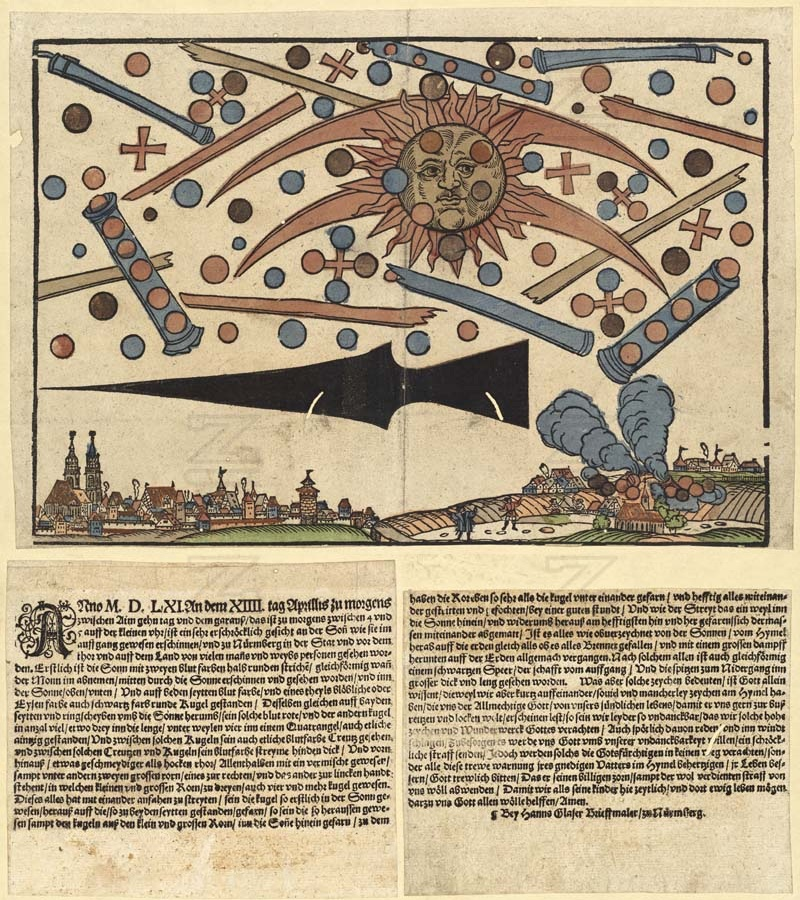
اطلاعیهٔ خبری چاپ شده در نورنبرگ، که در آن رؤیت گستردهٔ نورنبرگ در ۴ آوریل ۱۵۶۱ توضیح داده شده‌است. گفته می‌شد که در آن گزارش، دیسک‌ها و کره‌ها از استوانه‌هایی بزرگ بیرون می‌آیند. (تصویر اطلاعیه از مجموعه Wickiana در زوریخ)

یک تصویر خطی از روایت ژاپنی قرن دهم، The Tale of the Bamboo Cutter، یک ماشین پرنده گرد شبیه بشقاب پرنده را به تصویر می‌کشد.
گزارشی از یک شیء بشقاب مانند مربوط به سال ۱۲۹۰ میلادی، حاکی از مشاهدهٔ یک صفحهٔ نقره‌ای است که بر فراز روستایی در یورک‌شر پرواز می‌کرد. رویت اشیاء پرندهٔ دیسک‌مانند، گهگاه در طول تاریخ، گزارش شده‌است. به عنوان مثال، در یک رؤیت گسترده بر فراز نورنبرگ در سال ۱۵۶۱، رویت دیسک‌ها و کره‌هایی گزارش شده که از استوانه‌های بزرگ بیرون می‌آمدند.
یکی دیگر از رویدادهای مستند مربوط به رویت این اشیا، مشاهدهٔ کنت آرنولد در ۲۴ ژوئن ۱۹۴۷ بود. آرنولد ادعا کرد در حالی‌که در نزدیکی کوه رینیر پرواز می‌کرد، ۹ وسیلهٔ نقلیهٔ پرنده درخشان را دیده‌است که یکی به شکل هلال، و بقیه بیشتر شبیه دیسک یا بشقاب بودند و به صورت پلکانی و با سرعت حداقل ۱۲۰۰ مایل بر ساعت (۱۹۰۰ کیلومتر بر ساعت) پرواز می‌کردند.
بلافاصله پس از گزارش آرنولد، صدها مورد مشاهده از اشیاء معمولاً بشقاب‌مانند در سراسر ایالات متحده و همچنین در برخی از کشورها گزارش شد. یکی از خبرسازترین آن‌ها، مشاهده ۹ شیء دیسک‌مانند دیگر توسط خدمه هواپیمایی یونایتد در ۴ ژوئیه ۱۹۴۷ بود که بر فراز آیداهو پرواز می‌کردند. این رویداد، مدت کوتاهی بعد از مشاهدهٔ اولیه آرنولد گزارش شد.
همچنین حادثه رازول که معروف‌ترین رویداد مربوط به رویت یوفوهاست، در ۷ ژوئیه ۱۹۴۷ اتفاق افتاد.

یکی از عکس‌های یوفو مک‌مینویل مربوط به سال ۱۹۵۰

## مطالعات و بررسی‌ها

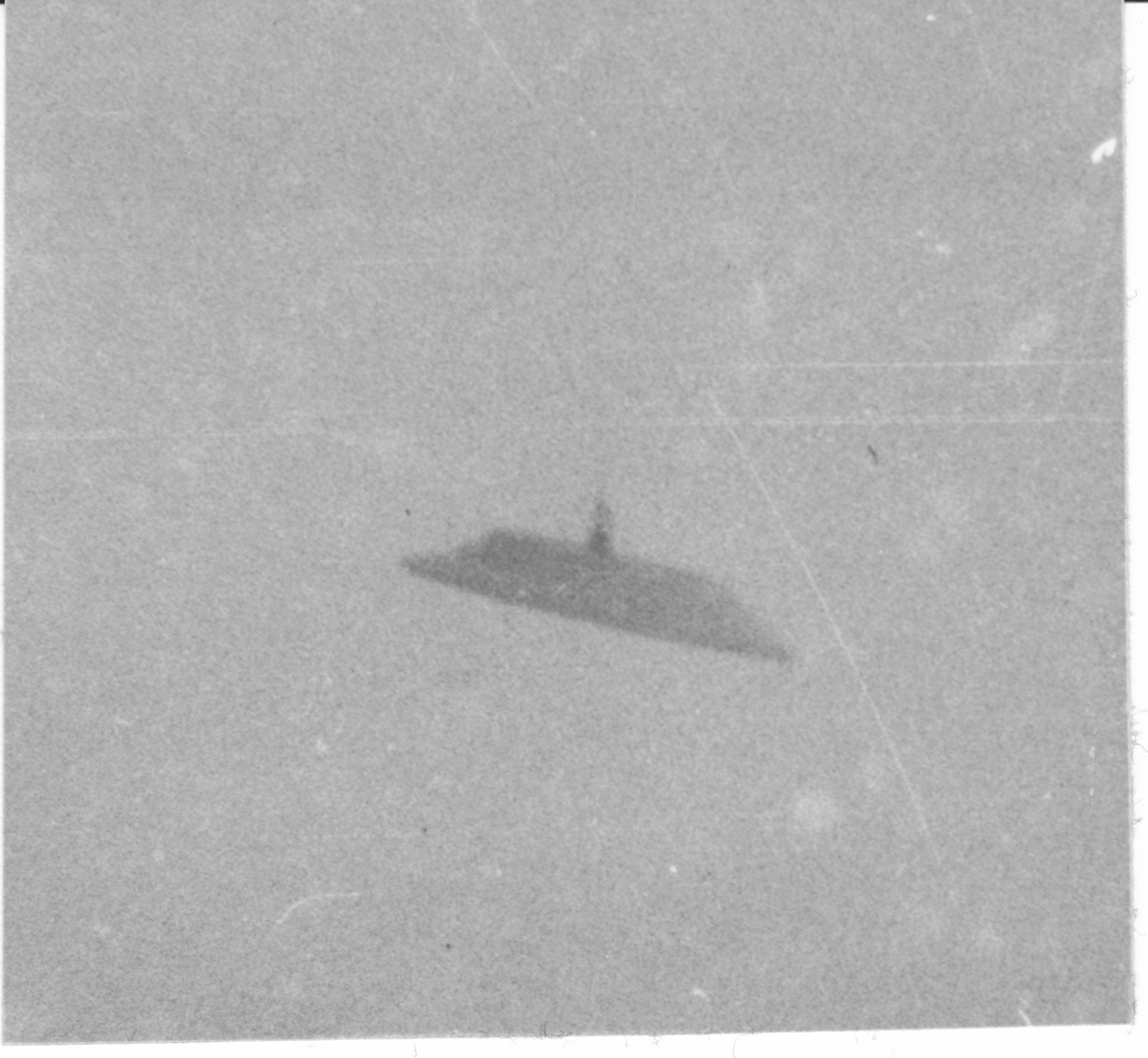
بزرگنمایی دومین عکس یوفو مک‌مینویل.

ابر عدسی‌شکل

طبق تحقیقات و بررسی‌های انجام شده توسط یوفوشناس‌ها، بیشتر حوادث مربوط به رویت بشقاب‌پرنده‌ها، پدیده‌های طبیعی مانند ابرهای عدسی‌شکل و بادکنک‌ها هستند که در برخی شرایط جوی و نوری مانند بشقاب به‌نظر می‌رسند.
تجزیه و تحلیل علمی و آماری ۳۲۰۰ مورد گزارش رویت بشقاب‌پرنده توسط نیروی هوایی آمریکا از سال ۱۹۵۲ تا ۱۹۵۴ نشان داد که بیشتر آن‌ها به‌دلیل خطای دید یا پدیده‌های طبیعی بوده‌اند. بیشتر اشیاء شناسایی‌شده (حدود ۸۴٪) به‌عنوان بالونها، هواگردها یا اجرام آسمانی توصیف شده‌اند. حدود ۲٪ هم فریبکاری و جعلی یا اثرات روانی و ۰٫۴٪ مربوط به ابرها معرفی شدند. همچنین سایر عوامل جزئی از جمله پرندگان، پدیده‌های نوری مانند سراب یا نورافکن‌ها و موارد مختلفی مانند شراره‌ها یا بادبادک‌ها هم تأثیر داشتند. با این حال، حدود ۲۲ درصد از همهٔ مشاهدات، همچنان فاقد هرگونه توضیح علمی قابل قبول توسط محققان است و تعداد قابل‌توجهی از رویت‌ها (با توجه به داده‌های موجود) در حال حاضر «ناشناخته» دسته‌بندی می‌شوند.

### دیدگاه ناسا
بررسی‌های آژانس فضایی ایالات متحده آمریکا (ناسا) در زمینه «بشقاب‌پرنده‌ها» با تمرکز بر «اشیای پرنده ناشناس» نشان می‌دهد که هیچ مدرکی دربارهٔ منشأ فرازمینی بودن بشقاب‌پرنده‌ها ندارند.

### فاتا مورگانا (سراب) و بشقاب‌پرنده

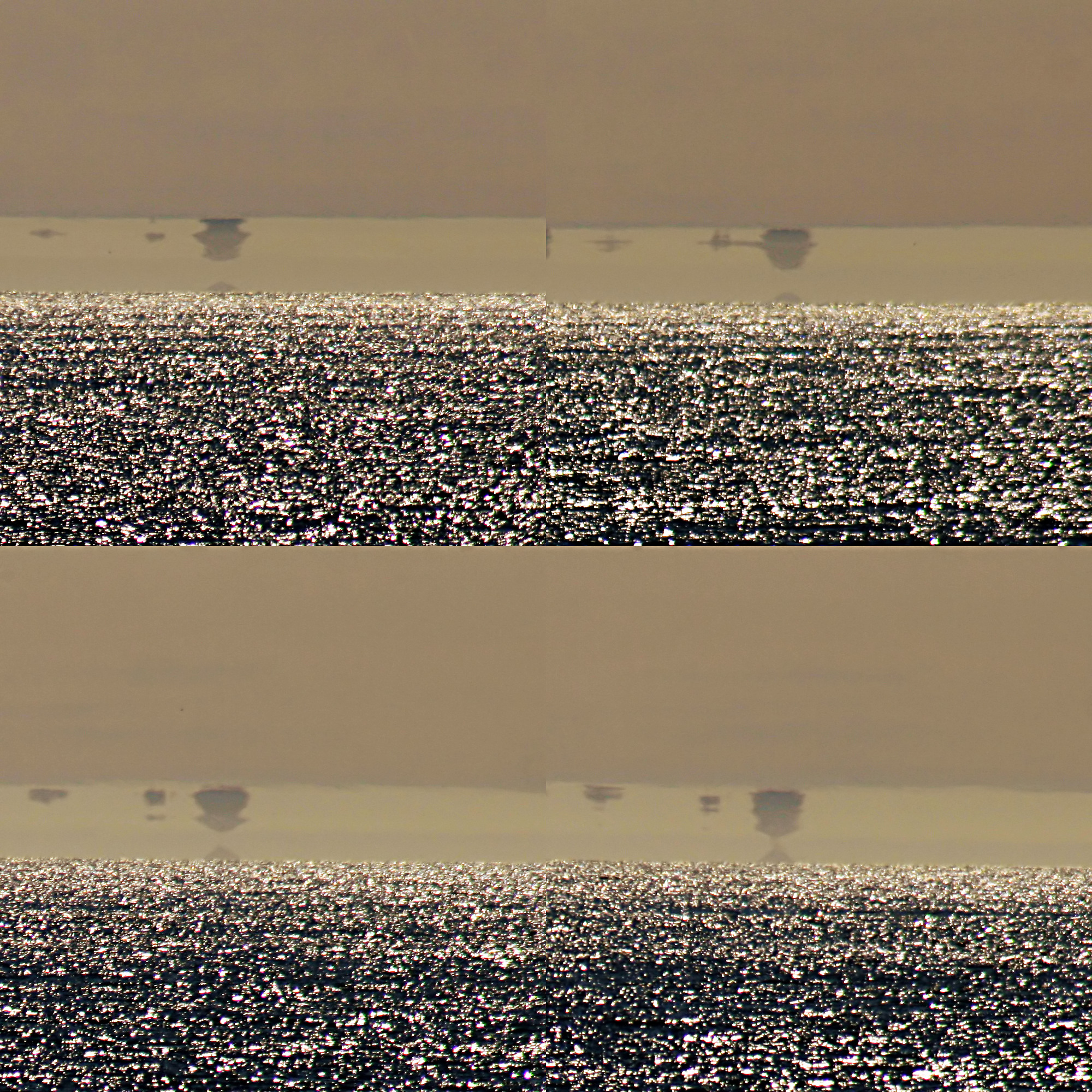
جزایر دوردست در فاتا مورگانا که باعث تصور مشاهدهٔ بشقاب پرنده‌ها شده بودند.

در فاتا مورگانا، اجسام واقع در زیر افق نجومی، به‌صورت اجسامی معلق در آسمان، تصور می‌شوند و بزرگ‌نمایی یا تحریف این موضوع، می‌تواند منجر به گزارش مشاهدهٔ بشقاب پرنده‌ها شود.
به‌طور مشابه، برخی از اجسام ناشناس که در رادار مشاهده می‌شوند ممکن است به‌دلیل وقوع پدیده‌های جوی از نوع فاتا مورگانا یا اشتباهات فنی راداری باشند.
فاتا مورگانا به‌عنوان فرضیه‌ای برای پدیدهٔ مرموز Min Min light در استرالیا باشد.

## بشقاب‌پرنده‌های ساخت بشر

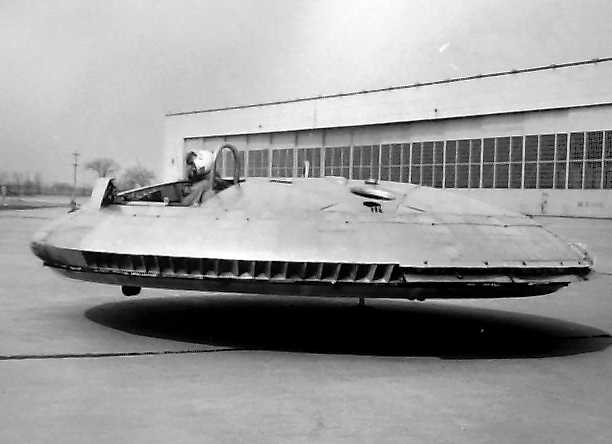
Avrocar، یک هواپیمای یک‌نفره به سبک بشقاب پرنده

نخستین ثبت اختراع برای یک ماشین پرندهٔ دیسکی‌شکل توسط مخترع رومانیایی آنری کواندا ارائه شد. او یک مدل در مقیاس کوچک ساخت که در سال ۱۹۳۲ به پرواز درآمد و در سال ۱۹۳۵ یک حق اختراع به او اعطا شد.
تلاش‌های موفق دیگری برای تولید هواگردهایی بر اساس طرح بشقاب پرنده انجام شده‌است. برخی از آن‌ها مانند Avrocar و M200G Volantor در تعداد محدودی تولید شده‌اند. Avrocar، با برخاستن و فرود عمودی، در ابتدا قرار بود جایگزین جیپ و هلیکوپتر در موقعیت‌های جنگی شود، اما ثابت شد که برای انجام وظایف جیپ و هلیکوپتر، مناسب نیست. این وسیلهٔ پرنده، با وجود یک موتور توربوجت قدرتمند، نمی‌توانست بیش از چهار یا پنج فوت (حدود ۱/۵ متر) از زمین بلند شود، و از اثر زمین خارج شود؛ بنابراین، Avrocar را می‌توان به‌عنوان یک نمونهٔ اولیه برای نسل‌های اولیهٔ هواناوها در نظر گرفت.
انواع بدون خدمهٔ بشقاب پرنده‌ها موفقیت بیشتری داشته‌اند. سیکورسکی سایفر یک پهپاد است که از پوششی دیسکی‌شکل برای محافظت از تیغه‌های روتور استفاده می‌کند.
برخی مدل‌های پیشرفته‌تر بشقاب پرنده با قابلیت حرکت در فضا، اغلب به‌عنوان پروژه‌های سیاه توسط شرکت‌های فعال در زمینه هوافضا پیشنهاد شده‌اند. Lenticular Reentry Vehicle یک پروژه مخفی بود که توسط کانویر به عنوان یک وسیله بشقابی‌شکل اجرا شد. این وسیله می‌توانست فضانوردان و جنگ‌افزارهای هسته‌ای را به مدارهای زمین منتقل کند. برای ساخت این وسیله برنامه‌ریزی گسترده‌ای شده بود، اما تصور نمی‌شود که هرگز پرواز کرده باشد. به‌طور عجیب‌تر، بریتیش ریل روی طرح‌هایی برای ساخت یک «وسیلهٔ نقلیه فضایی» ریلی برای بریتانیا کار کرد. طرز کار این سفینهٔ بشقابی‌شکل پیشنهادی، مبتنی بر فناوری‌های پیشرفته با بهره‌گیری از همجوشی هسته‌ای و ابررسانایی بود. قرار بود این وسیله بتواند چندین سرنشین را بین سیاره‌ها جابه‌جا کند، اما هیچ‌گاه به مرحله‌ای فراتر از مرحلهٔ ثبت اختراع نرفت.
یک طرح وجود دارد که در سال ۲۰۰۵ حق ثبت اختراع شمارهٔ U.S. Patent ۶٬۹۶۰٬۹۷۵ را از ایالات متحده دریافت کرد. ادعا می‌شود که این وسیله، «با فشار وضعیت خلاء تورمی حرکت و به پیش می‌رود».
علاوه بر این، یک استاد دانشگاه فلوریدا کار روی یک وسیلهٔ نقلیهٔ هوایی الکترومغناطیسی بدون بال (WEAV) را برای ناسا آغاز کرده‌است که به‌دلیل شباهت تصادفی آن به بشقاب پرنده‌ها، مورد توجه عموم مردم قرار گرفته‌است.

## در فرهنگ و هنر

### در مطبوعات

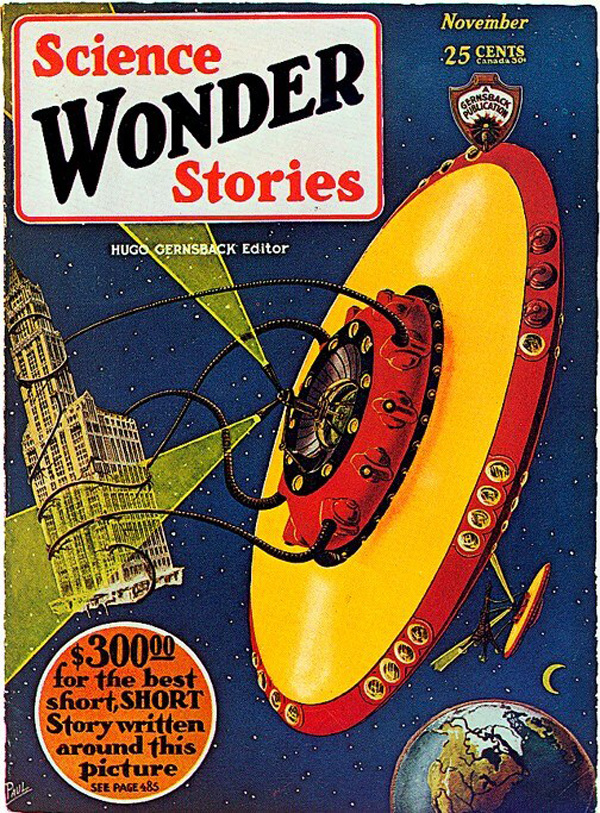
یکی از نخستین تصاویر کشیده‌شده از یک بشقاب پرنده، توسط تصویرگر فرانک آر. پل در شمارهٔ اکتبر ۱۹۲۹ مجلهٔ علمی تخیلی هوگو گرنسبک اگرچه اصطلاح بشقاب پرنده تا پیش از سال ۱۹۴۷ استفاده نمی‌شد، آثار هنری فانتزی در مجله‌های زرد، ذهن آمریکایی‌ها را آماده می‌کرد تا ایدهٔ «بشقاب پرنده» را پذیرا شوند.

مدت‌ها پیش از مشاهدهٔ کنت آرنولد در سال ۱۹۴۷ و رایج شدن اصطلاح «بشقاب‌پرنده» بین مردم، تصاویری از هواپیماها یا فضاپیماهای بشقاب‌مانند ساده‌ای در مطبوعات عمومی ظاهر شده بود که حداقل به سال ۱۹۱۱ بازمی‌گردد. همچنین مفسرانی مانند میلتون روتمن به ظهور مفهوم «بشقاب‌پرنده» در آثار هنری فانتزی مجلات علمی تخیلی زرد دهه ۱۹۳۰ توسط هنرمندانی مانند فرانک آر پل اشاره کرده‌اند. فرانک وو، تصویرگر برجستهٔ علمی تخیلی معاصر، نوشته‌است:
نکته این است که ایدهٔ وسایل نقلیهٔ فضایی، به‌شکل بشقاب‌های پرنده برای سال‌ها پیش از سال ۱۹۴۷، زمانی که حادثه رازول رخ داد، در ذهن مردم نقش بسته بود. طولی نکشید تا اولین ناظران بشقاب پرنده‌ها تصور کنند که اجرام ناشناختهٔ معلق در آسمان، همان وسایل نقلیهٔ علمی تخیلی دیسکی هستند.

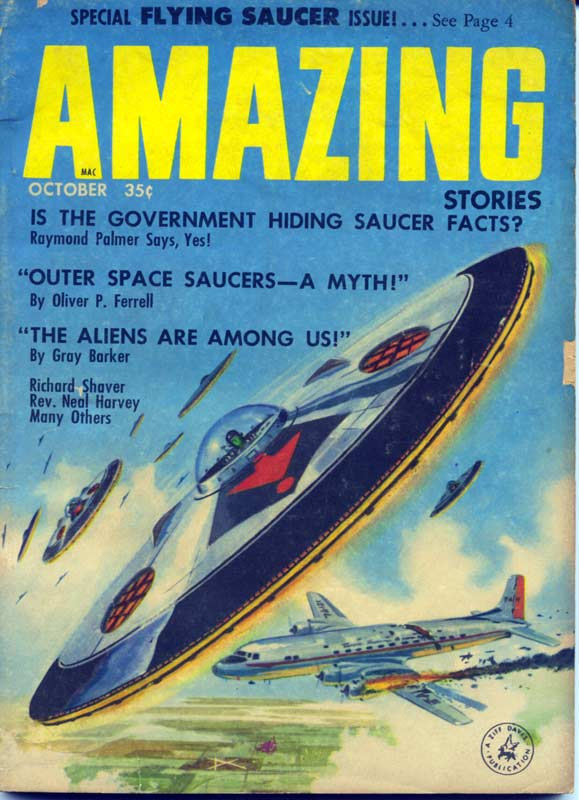
شمارهٔ اکتبر ۱۹۵۷ مجلهٔ داستان‌های شگفت‌انگیز که به بشقاب پرنده‌ها اختصاص دارد. مشاهده‌هایی که در سال ۱۹۴۷ شروع شد، باعث شعله‌ور شدن حس کنجکاوی و حساسیت در موضوع بشقاب‌پرنده‌ها شد که یک دهه به‌طول انجامید.

بشقاب پرنده‌های براق و نقره‌ای به‌عنوان نمادی از فرهنگ دهه ۱۹۵۰ دیده می‌شوند. این موتیف در معماری گوگی و در دکوراسیون عصر هسته‌ای رایج است. این تصویر اغلب به صورت پس‌آینده‌گرا برای ایجاد حس نوستالژی در آثار دوره‌ای، به‌ویژه در داستان‌های علمی-تخیلی کمیک، مورد استفاده قرار می‌گیرد. در بازی ویدئویی همهٔ انسان‌ها را نابود کنید! هم از بشقاب پرنده‌ها استفاده شده‌است.

### در سینما و تلویزیون

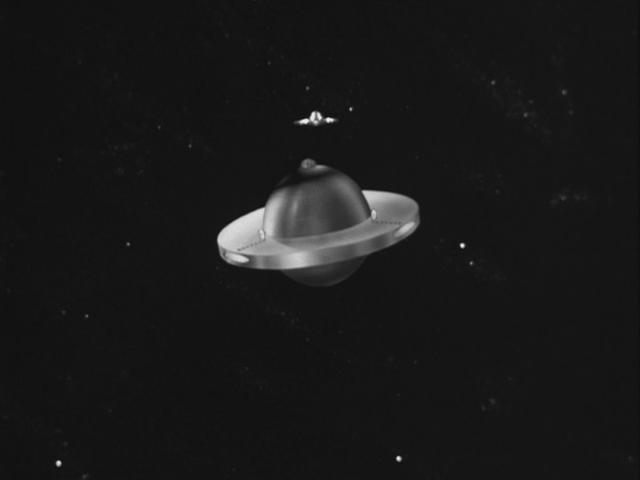
یک بشقاب پرندهٔ کوچک که سفینهٔ مادر بزرگ‌تر خود را در فیلم نقشه ۹ از فضای بیرونی (۱۹۵۹) ترک می‌کند.

پس از سال ۱۹۴۷، بشقاب‌پرنده‌ها به نمادی کلیشه‌ای از فرازمینی‌ها و داستان‌های علمی-تخیلی تبدیل شدند و در بسیاری از فیلم‌ها و سریال‌های علمی-تخیلی اواسط و اواخر قرن بیستم نقش‌های پررنگی ایفا کردند. از جمله:
- فیلم سینمایی روزی که دنیا از حرکت ایستاد (۱۹۵۱)
- فیلم سینمایی زمین در برابر بشقاب پرنده (۱۹۵۶)
- فیلم سینمایی زیردریایی اتمی (۱۹۵۹)
- فیلم سینمایی نقشه ۹ از فضای بیرونی (۱۹۵۹)
- فیلم سینمایی برخورد نزدیک از نوع سوم (۱۹۷۷)
- فیلم سینمایی روز استقلال (۱۹۹۶)
- فیلم سینمایی مریخ حمله می‌کند! (۱۹۹۶)
- مجموعهٔ تلویزیونی گمشده در فضا (۱۹۶۵–۱۹۶۸)
- مجموعهٔ تلویزیونی مهاجمان (۱۹۶۷–۱۹۶۸)
- مجموعهٔ تلویزیونی پرونده‌های ایکس (۱۹۹۳–۲۰۰۲)

بشقاب پرنده‌ها همچنان در فیلم‌های علمی-تخیلی و کمدی، به‌ویژه در فیلم‌های کم هزینهٔ  درجه ب، مورد توجه هستند.